# Nasty (Janet Jackson)
Nasty è un brano della cantautrice statunitense Janet Jackson estratto nel 1986 come secondo singolo dal suo terzo album, Control.

## Descrizione
La canzone raggiunse i primi dieci posti nella classifica Billboard ed ottenne un buon successo anche nel resto del mondo. Nel testo della canzone c'è una frase che è diventata celebre: « My first name ain't baby, it's Janet. Miss Jackson if you're nasty » (« Il mio nome non è baby, è Janet. Signora Jackson se vuoi essere cattivo »).

## Video musicale
Il video fu diretto da Mary Lambert e la coreografia da Paula Abdul.
Ritrae la cantante in un cinema che, quando inizia ad essere infastidita da un ragazzo, inizia a cantare la canzone..

## Classifiche
| Posizione | 74 | 53 | 42 | 33 | 24 | 14 | 9 | 5 | 4 | 3 | 4 | 8 | 14 | 26 | 42 | 59 | 78 | 84 | 100 |

| Classifica (1986)                        | Posizione |
| ---------------------------------------- | --------- |
| Billboard (USA)                          | 3         |
| Billboard dance (USA)                    | 2         |
| Billboard rhythm and blues/hip hop (USA) | 1         |
| Canada                                   | 3         |
| Giappone                                 | 2         |
| Australia                                | 17        |
| Nuova Zelanda                            | 8         |
| Regno Unito                              | 19        |
| Irlanda                                  | 20        |
| Paesi Bassi                              | 5         |
| Svizzera                                 | 8         |
| Francia                                  | 99        |
| Germania                                 | 9         |